# Anthony Barr
(en) Statistiques sur pro-football-reference
Anthony Barr, né le 18 mars 1992 à South Bend en Indiana, est un Américain, joueur professionnel de football américain évoluant au poste de linebacker,.

## Biographie

### Carrière au lycée
Ayant grandi plus particulièrement à Los Angeles dans l'État de Californie,  Anthony Barr y étudie au lycée jésuite Loyola High School. Il fait partie de l'équipe de football américain et évolue au poste de running back.

### Carrière universitaire
Il étudie ensuite à l'université de Californie à Los Angeles. Il joue pour les Bruins d'UCLA représentants l'université, ceux-ci évoluant dans la Conférence Pacific-12 au sein de la NCAA Division I FBS. Après avoir évolué deux saisons comme joueur offensif aux postes de running back, wide receiver et tight end, il passe joueur défensif pour sa 3e saison jouant au poste de linebacker. Bien que les spécialistes le considèrent comme un des meilleurs joueurs possible à son poste pour la draft 2013 de la NFL, il décide de continuer à jouer en NCAA une quatrième saison. Après sa saison senior, il remporte le trophée Ronnie Lott décerné au joueur défensif ayant eu le plus d'impact sur son équipe. Il est également sélectionné dans l'équipe-type de la NCAA Division I FBS (All-America).

### Carrière professionnelle
Il est sélectionné en 9e choix global lors du premier tour de la Draft 2014 par la franchise des Vikings du Minnesota.

#### Saison 2014
Lors de sa première année comme débutant (rookie), il totalise 55 tacles, 4 sacks, 3 passes déviées ainsi que 2 fumbles sur les 12 matchs auxquels il participe. Il réussit son premier sack sur le quarterback Drew Brees des Saints de la Nouvelle-Orléans le 21 septembre 2014.
Il est sélectionné dans l'équipe-type 2014 des débutants NFL (2014 All-Rookie Team).